# The Next Decade
The Next Decade è il trentacinquesimo singolo del cantante rock giapponese Gackt pubblicato l'11 agosto 2009.

## Tracce
1. The Next Decade
2. T.N.D.Orchestra Attack Ride
3. The Next Decade (Instrumental)